# Direcció general de Formació Professional
La Direcció general de Formació Professional és un òrgan de gestió del Ministeri d'Educació i Formació Professional amb dependència orgànica de la Secretaria d'Estat d'Educació i Formació Professional encarregada de l'ordenació acadèmica bàsica dels ensenyaments de formació professional en el sistema educatiu i establiment dels títols de formació professional i cursos d'especialització, elaboració de l'oferta formativa aplicable a Ceuta i Melilla, de la informació, assessorament i disseny d'estratègies en matèria d'orientació i formació professional, de l'elaboració i execució de plans per a la millora i promoció de la formació professional, del disseny i desenvolupament de mesures que orientin l'aprenentatge al llarg de la vida, de l'elaboració i manteniment actualitzat del Catàleg Nacional de Qualificacions Professionals i el corresponent catàleg modular de formació professional.

## Funcions
Les competències d'aquesta direcció general es regula en l'article 6 del Reial decret 284/2017, de 24 de març, i li atorga les següents competències:
- L'ordenació acadèmica dels ensenyaments de formació professional en el sistema educatiu, en les seves diferents modalitats d'oferta, inclosa la formació professional dual, i l'establiment dels títols de formació professional i cursos d'especialització.
- Les relacions de coordinació en l'àmbit de la formació professional i de l'aprenentatge al llarg de la vida i la cooperació amb les Comunitats Autònomes i Corporacions Locals, així com la planificació, gestió i seguiment dels programes i convenis amb les administracions educatives en matèria de formació professional i de l'aprenentatge al llarg de la vida, tot això en coordinació amb la Direcció general d'Avaluació i Cooperació Territorial.
- L'establiment de les directrius per a l'expedició de títols oficials espanyols de formació professional.
- L'aprovació d'equivalències d'escales de qualificacions de títols i estudis estrangers de formació professional i l'homologació i convalidació d'estudis estrangers en l'àmbit de la formació professional.
- La resolució de convalidacions i equivalències d'estudis espanyols amb la formació professional del sistema educatiu espanyol.
- L'elaboració de l'oferta formativa aplicable a l'àmbit de gestió del Departament en matèria de formació professional, el règim de funcionament dels centres integrats de competència del Departament, així com el suport i coordinació de les Unitats perifèriques del Departament en aquesta matèria i la col·laboració a la planificació de les necessitats de personal docent, infraestructura i equipament educatiu, en coordinació amb la Direcció general d'Avaluació i Cooperació Territorial.
- L'elaboració d'estudis, treballs tècnics i informes, i l'elaboració i execució de plans per a la innovació, millora i promoció de la formació professional, així com mesures que promoguin les polítiques d'igualtat, no discriminació i accessibilitat universal.
- La informació i l'assessorament i disseny d'estratègies en matèria d'orientació i formació professional, així com el manteniment del portal i de les xarxes socials per facilitar l'intercanvi d'informació, experiències i recursos en l'àmbit de la Formació Professional.
- Les operacions de tancament del període de programació 2007-2013 del Fons Social Europeu.
- L'ordenació acadèmica de l'educació de les persones adultes i l'elaboració de l'oferta formativa aplicable a l'àmbit de gestió del Departament en aquesta matèria, així com la gestió del Centre per a la Innovació i el Desenvolupament de l'Educació a Distància (CIDEAD) i de les ofertes específiques a distància para persones adultes.
- L'elaboració d'estudis, informes i treballs tècnics, així com el disseny i desenvolupament de mesures que orientin l'aprenentatge al llarg de la vida, tant a través d'activitats d'ensenyament reglat com no reglada.
- La participació i col·laboració als programes internacionals d'educació de persones adultes, de formació professional i d'aprenentatge al llarg de la vida, sense perjudici de les funcions que corresponen a la Direcció general de Planificació i Gestió Educativa, en col·laboració, quan correspongui, amb el SEPIE en l'àmbit de les seves competències.
- L'elaboració i manteniment actualitzat del Catàleg Nacional de Qualificacions Professionals.
- L'elaboració dels instruments de suport necessaris per a l'avaluació i acreditació de les competències professionals adquirides a través de l'experiència laboral i vies no formals de formació.
- L'elaboració i coordinació de les accions i normativa per a l'adopció i desenvolupament del Marc Espanyol de Qualificacions.
- L'observació de l'evolució de les Qualificacions Professionals en la seva integració pràctica en el Sistema Nacional de Qualificacions i Formació Professional.

## Estructura
La Direcció general de Planificació i Gestió Educativa té sota la seva dependència els següents òrgans:
- Subdirecció General d'Orientació, Formació Professional i Formació Professional Dual.
- Subdirecció General d'Aprenentatge al llarg de la vida i educació a distància.
- Institut Nacional de les Qualificacions.

## Directors generals
- Clara Sanz López (2018-)[2]
- Rosalía Serrano Velasco (2016-2018)[3][4]
- Ángel de Miguel Casas (2012-2016)
- María Dolores Calvo Benedí (2012)
- Miguel Soler Gracia (2008-2012)
- José Luis Pérez Iriarte (2004-2008) (D.G de FP i Innovació educativa)
- José Luis Mira Lema (2000-2004)
- Dolores de la Fuente Vázquez (1999-2000) (D.G de FP i Promoció educativa)
- Fernando Luis de Lanzas Sánchez del Corral (1998-1999)
- Antonio Peleteiro Fernández (1996-1998)
- Francesc Colomé Montserrat (1995-1996) (D.G de FP Reglada i Promoció educativa)
- Francisco de Asís Blas Aritio (1990-1995)